# ملدرث
ملدرث (به انگلیسی: Meldreth) یک روستا و محله مدنی در بریتانیا است که در کمبریج‌شر جنوبی واقع شده‌است. ملدرث ۱٬۷۸۳ نفر جمعیت دارد.